# Xiaomi Mi A2
 (mars 2025).
 (novembre 2019).
Le Xiaomi Mi A2 est le deuxième smartphone de la série Android One co-développée avec Google et Xiaomi.

## Caractéristiques

### Matériel
Le téléphone est équipé d'un écran 5,99 Pouces avec une définition FullHD 1920×2160 ayant une résolution de 403PPI. L'écran est certifié Corning Gorilla Glass 5. 
Le Xiaomi Mi A2 possède un processeur Qualcomm Snapdragon 660 et d'une puce graphique Adreno 512. Il possède également un port réversible USB Type-C.
Ce téléphone dispose de deux capteurs photos au dos. Le principal est le Sony IMX486 de 12 MP et le secondaire est le Sony IMX376 de 20 MP. Le module caméra frontale est une Sony IMX376 de 20 MP, la même que le secondaire du dos. La batterie du téléphone est une de 3 010 mAh supportant la charge rapide Qualcomm Quick Charge 3.0.

### Système d'exploitation
Le Xiaomi Mi A2 fait partie du programme Android One de Google certifiant des mises à jour régulières. Le téléphone tourne sous Android 8.1 Oreo. La mise à jour vers Android 9.0 Pie est disponible.
Grâce au programme Android One, le Mi A2 possède une version Android « pure ». L'interface utilisateur est similaire à celle des Google Pixel.

### Commercialisation
Le Xiaomi Mi A2 est sorti pour la première fois en Europe en juillet 2018.